# Mănăstirea Japca
Mănăstirea Japca este o mănăstire de călugărițe din Republica Moldova. Lăcașul este situat în raionul Florești, la 40 km est de centrul raional – Florești, la 45 km sud de Soroca și 4 km mai în jos de Camenca.
În perioada regimului sovietic a fost unica mănăstire din RSSM, care n-a fost închisă.
Acum mănăstirea este condusă de Egumina Parascheva  (Gușan).

## Istoric și descriere
Nu se știe cu certitudine când a fost întemeiată mănăstirea Japca. Aflată la circa 45 km la sud de Soroca, pe o stâncă din apropierea Nistrului, ea a avut de la început un stabiliment rupestru. Prima mențiune despre mănăstire: ”Într-o gramată a gospodarului moldovenesc, Vasile Voievod, din  anul 1643, moșia (pământul) ce se află astăzi în stăpânirea monăstirei, situată în vecinătate cu pământul satului Sănătăuca, se numește ”Japca”, iar cel numit astăzi ”Sănătăuca” se chiamă ”Păduche”. În anul 1693 are un donator de moșie, Ioan Turbă, consemnat într-o judecată din secolul al XVIII-lea. Tradiția mănăstirească și unele izvoare îl consideră drept prim întemeietor al mănăstirii rupestre pe călugărul Jezechil, care a venit de la schitul Deleni, din dreapta Prutului, pe la sfârșitul secolului al XVII-lea. Ulterior (pe la 1770), egumenul Feodosie a construit o biserică de lemn la poalele stâncii. În felul acesta, mănăstirea își lărgește amplasamentul alături de cel rupestru, dezvoltând un complex întins de chilii și anexe și prin 1812 are deja două biserici de lemn (inclusiv o clopotniță de lemn) deasupra turnului de întrare în incintă. În anii imediat următori, schitul Japca, datorită situației sale prospere, va obține de la mitropolitul Gavriil Bănulescu-Bodoni statut de mănăstire, iar în secolul XIX bisericile de lemn, împreună cu clopotnița, au fost reconstruite din piatră. Amplasamentul inițial, rupestru, al mănăstirii a suferit și el o restaurare în anul 1852.

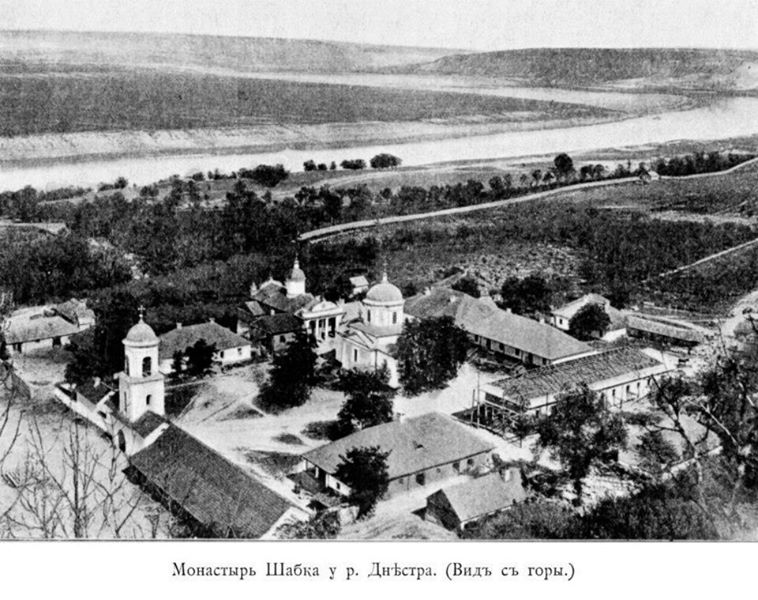
Vedere panoramică din perioada țaristă.
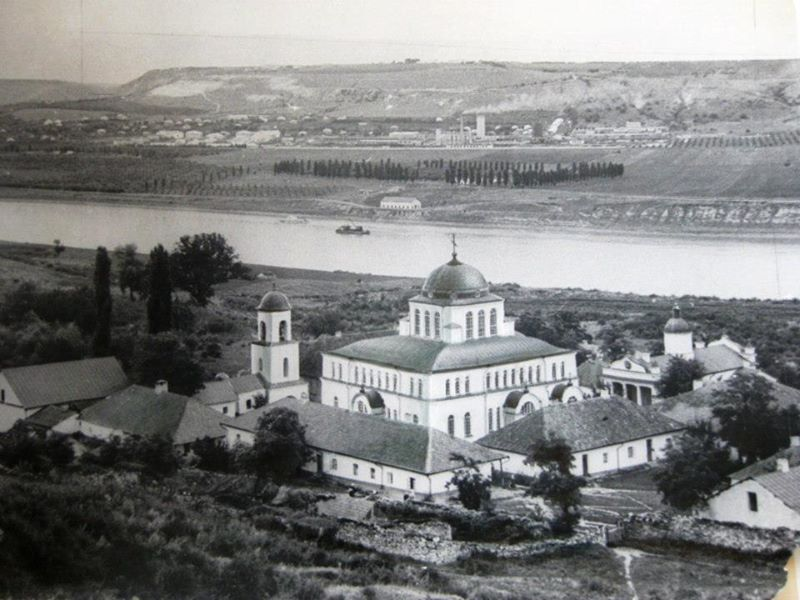
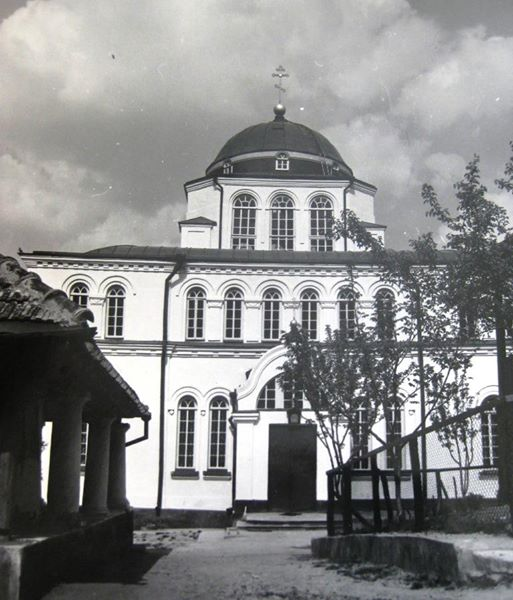
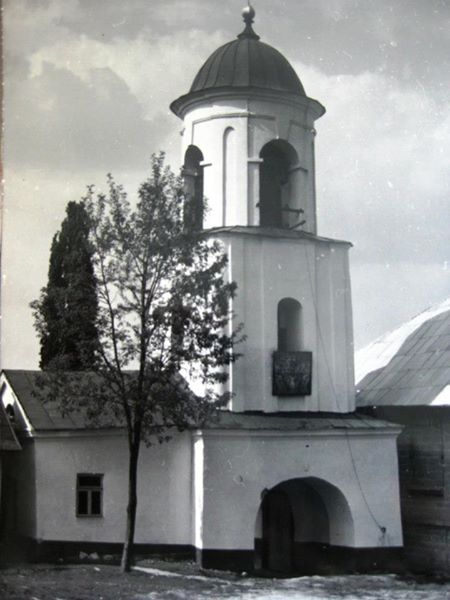
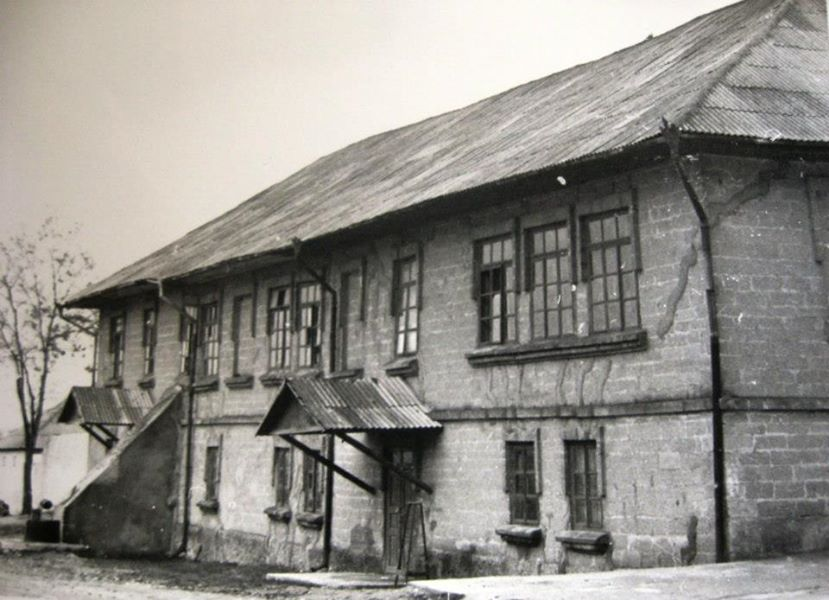
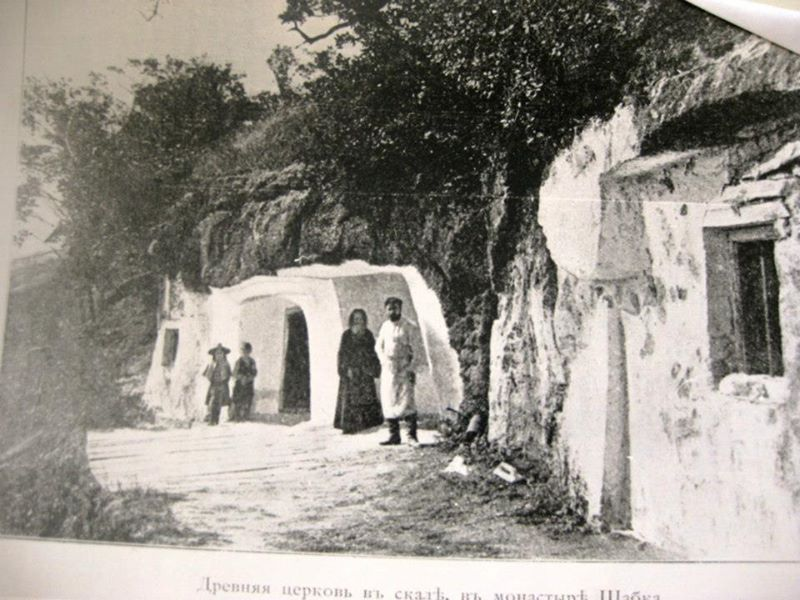
Schitul rupestru

Mănăstirea Japca continuă să existe și astăzi pe stabilimentul inițial, fiindu-i  doar îmbunătățite construcțiile, care s-au reconstruit ori s-au reînnoit din piatră. Ea a avut de suferit sub regimul sovietic, însă, cu toate încercările, n-a putut fi închisă ca și celelalte mănăstiri. Atacurile activiștilor de partid au suferit eșec datorită stoicismului până la sacrificiu al călugărițelor de aici, fiindu-i totuși devastate unele edificii, inclusiv complexul cu biserica și cele două chilii rupestre. Actualmente biserica rupestră după ce a fost reparată acum 4 ani, este funcțională și în ea se săvârșește serviciul religios. Mănăstirea Japca se prezintă la ora actuală drept cea mai amenajată și mai prosperă dintre mănăstirile din Republica Moldova.
Din cele relatate până aici reiese că pentru cunoașterea începutului mănăstirii Japca un interes deosebit îl prezintă studiul asupra bisericii rupestre. Analiza structurii sale planimetrice și arhitecturale s-a făcut prima oară în cadrul Societății Istorico-Arheologice din Basarabia la începutul secolului nostru. Într-un articol al unui preot rus Ioan Egorov, unde sunt însumate datele istorice ale mănăstirii Japca, culese în secolul al XIX-lea de alți cercetători, se publică pentru prima oară planul bisericii rupestre și al celor două chilii. În evaluarea sa, care poartă un caracter descriptiv, acest autor remarca în structura bisericii "trei compartimente inegale ale planului în afara de altar". Tot aici el face o descriere amănunțită a detaliilor, redând și dimensiunile fiecărei părți.

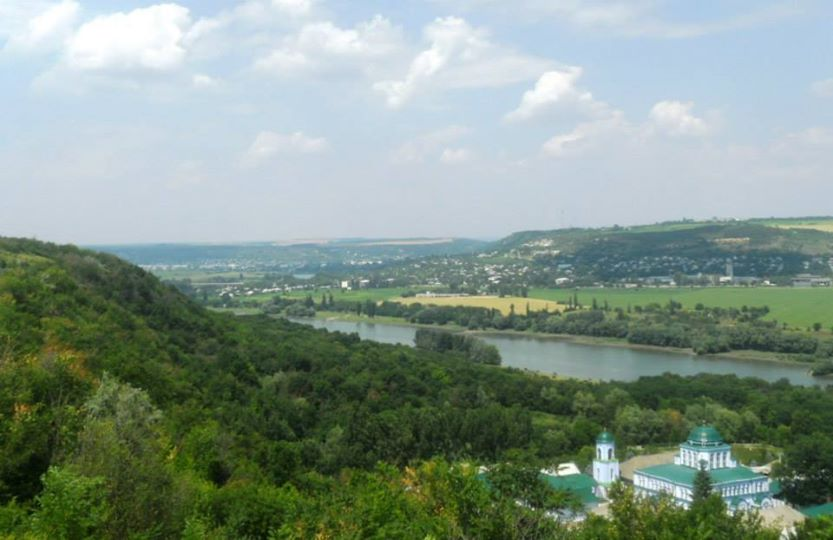
Mănăstirea și peisajul adiacent.

În perioada interbelică, cercetări asupra arhitecturii complexului rupestru de la mănăstirea Japca nu s-au întreprins. Putem menționa doar lucrarea Arhimandritului Visarion Puiu, publicată în anul 1919 sub egida aceleiași Societății Istorico-Arheologice din Basarabia cu titlul "Monastiri din Basarabia", care adună la rândul lui într-un studiu monografic un scurt istoric al tuturor mănăstirilor din provincia care s-a unit cu Statul Român prin votul Sfatului Țării de la 27 martie 1918. În această lucrare se redă și istoria mănăstirii Japca din perioada activității complexului rupestru.
După cel de-al doilea război mondial, în Basarabia, ocupată de Uniunea Sovietică, cercetările de orice gen vizând complexele monastice au fost interzise. Cu toate aceste, în câteva lucrări de istoria arhitecturii sau de prezentare a monumentelor, ieșite de sub tipar numai în limba rusă, se fac unele aprecieri sporadice, inclusiv asupra mănăstirilor rupestre. Dacă ne oprim la ultima lucrare care conține și repertoriul tuturor monumentelor cu evaluări succinte, constatăm faptul că analiza mănăstirii rupestre de la Japca nu a mers mai departe de prezentarea descriptivă de la începutul secolului XX. Dimpotrivă, din neputința de a explica lucrurile, se remarcă structural numai trei compartimente de plan, fără să se intervadă un stil anume sau să se facă o încadrare a acestei biserici într-un context istoric și național concludent. Dacă deschidem o paranteză, trebuie să remarcăm, din păcate, că cercetătorii ruși sau de limba rusă veniți în Basarabia, aproape întotdeauna s-au străduit să atribuie monumentele rupestre culturii ruse vechi sau slave, de altfel, ca și predecesorii lor conaționali din perioada Rusiei țariste. În aceste circumstanțe nimeni dintre cei care au cercetat mănăstirea Japca n-a încercat să o includă într-un context istoric al Țării Moldovei sau general-românesc, cu atât mai mult (se știe ostilitatea antiromânească promovată de autoritățile sovietice în RSS Moldovenească), - că acest lăcaș rupestru denotă clar trăsăturile sistemului adițional alungit al bisericilor românești cunoscut pentru prima oară în arhitectura bisericilor de lemn.
Prezentând la general, o filiație cu bisericile de lemn din timpurile cele mai vechi, câteva compartimente de plan, adăugate unul alături de altul, despărțite la origine printr-un perete plin, străpuns probabil de o ușă – biserica rupestră de la Japca exprimă un program arhitectonic preluat din arhitectura religioasă cultă de zid. Detsul de individualizat în Țara Moldovei, tipul adițional alungit a cunoscut aici dezvoltarea sa maximă, inclusiv prin contribuția adusă la sporirea numărului de compartimente de plan. Așadar, cu toate că s-au consemnat până acum numai trei compartimente de plan, plus altarul (la Egorov), ele sunt în total patru compartimente de plan. Care sunt ele? Dacă reluăm descrierea bolților, realizată încă de preotul Ioan Egorov, remarcăm următoarele: "Tavanul bisericii este boltit (în semicilindru) și dacă în primul compartiment (începând cu ușă) și în al treilea semicilindru este pe lungime, într-al doilea este pe transversala edificiului. Caracteristicile relatate se păstrează și după ultima reparație.

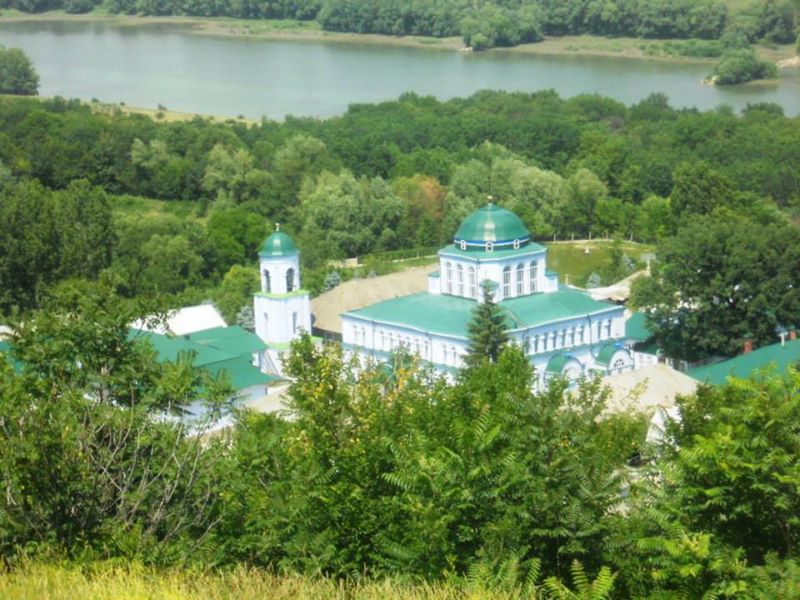
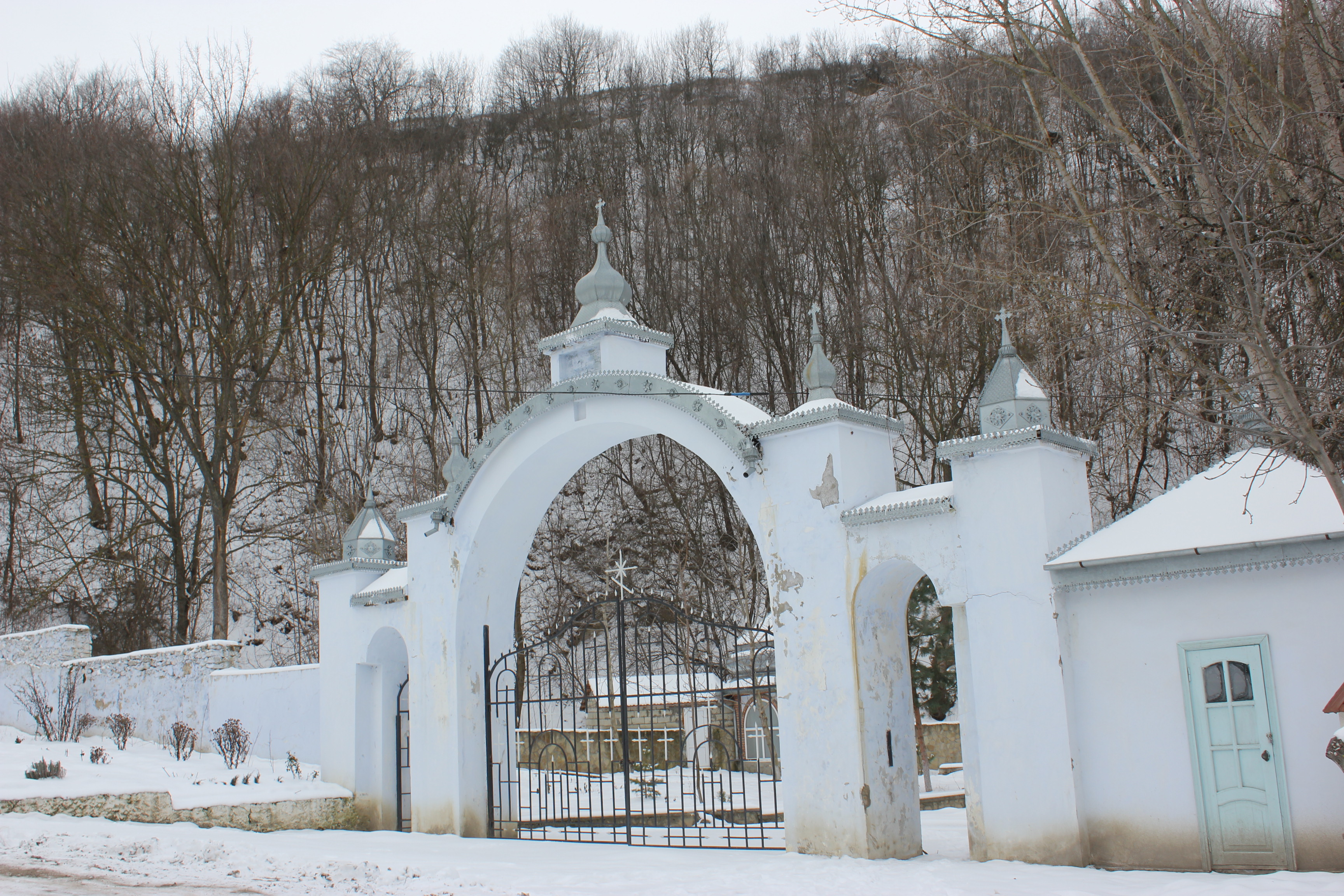
Poarta lăcașului
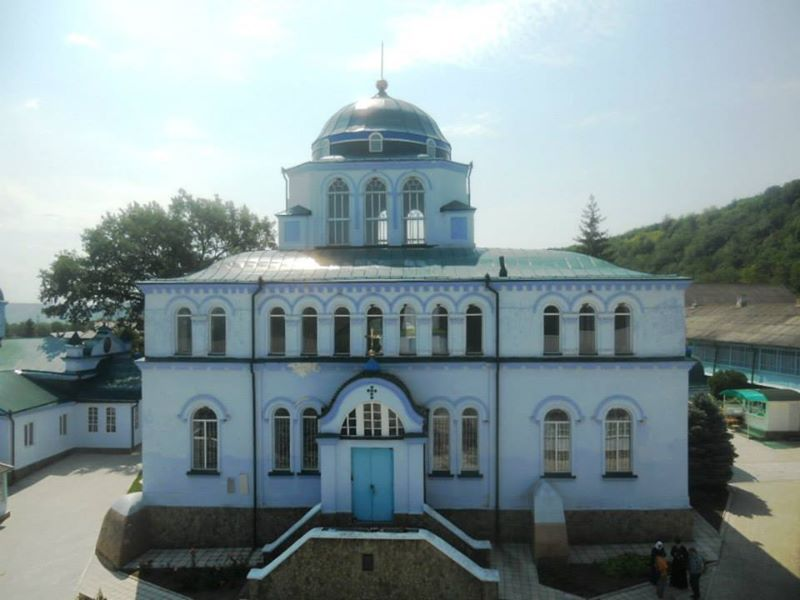
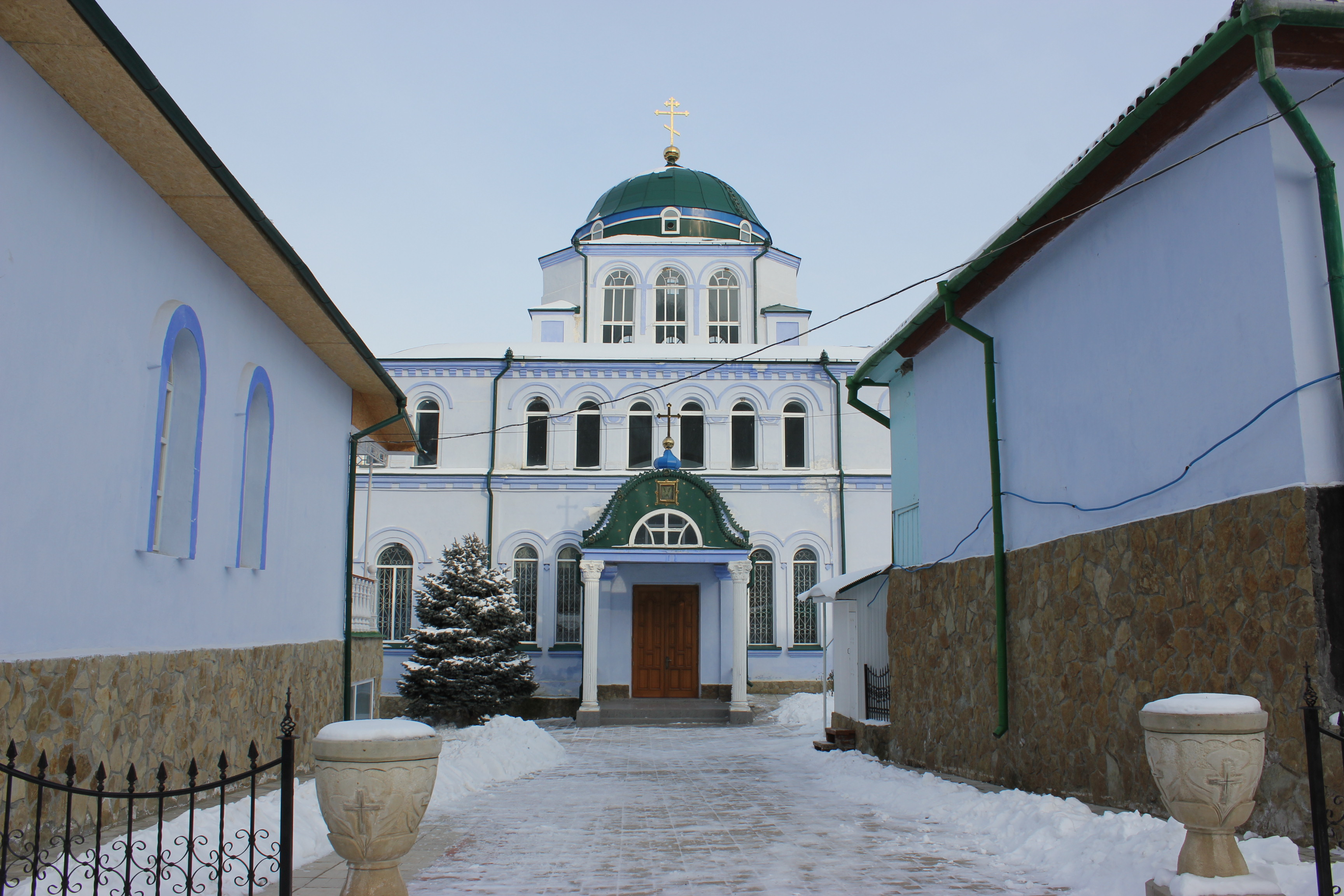
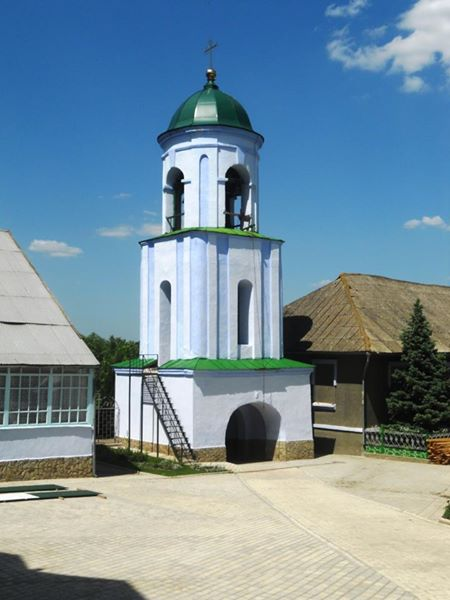
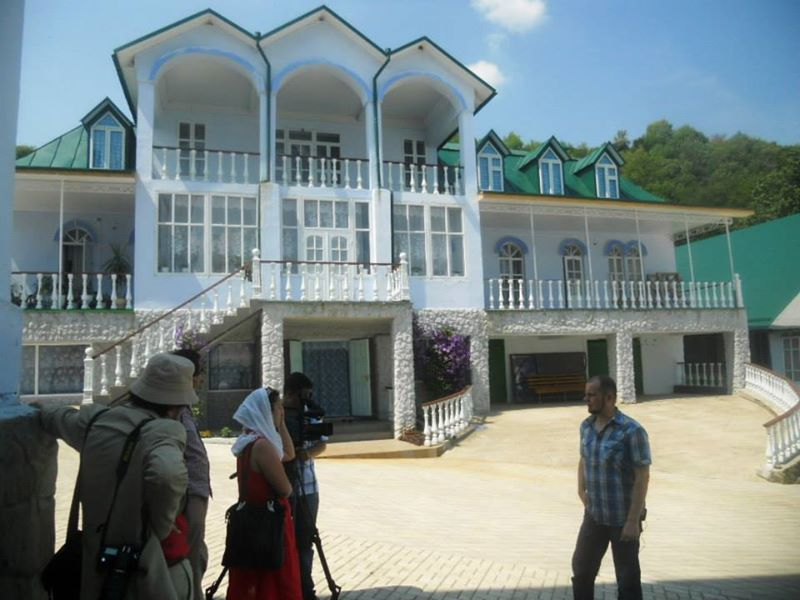
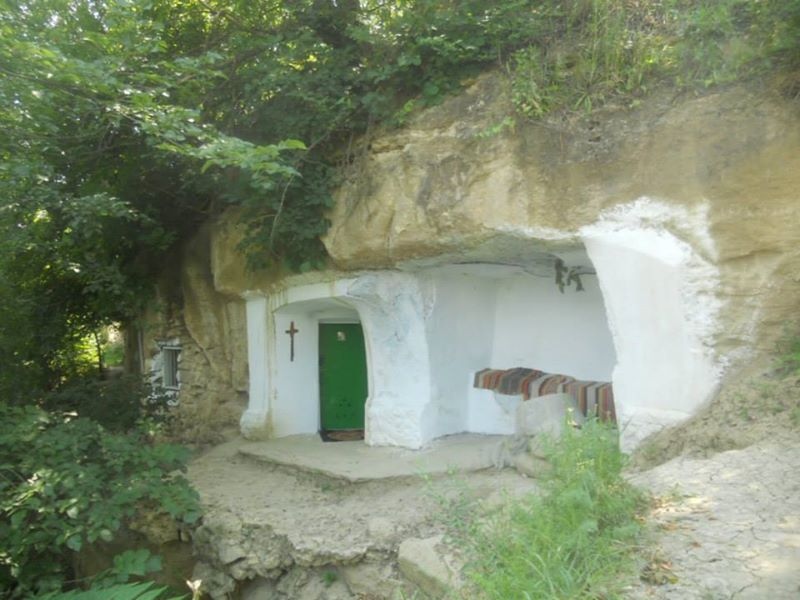
Schitul rupestru
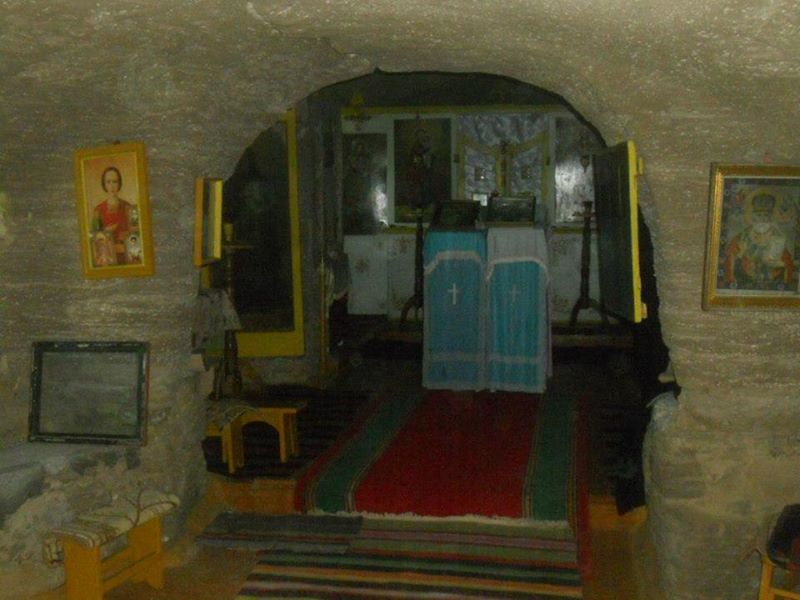
Interiorul schitului

Comparând-o cu bisericile moldovenești, bolta în semicilindru, orientată pe transversală, era cea a gropnițelor. În felul acesta, edificiul cu patru compartimente de plan se redă în ordinea lui corectă în felul următor – altar, naos, iar al treilea compartiment reprezintă camera mormintelor din edificiile clasice ale bisericilor mari de mănăstire. Dacă analizăm și structura celorlalte compartimente, sesizăm că ultimul este cel mai lung și are două ferestre. Exact ca la pronaosul bisericilor menționate, gropnița este cea mai mică (inițial ea a avut fereastră, dar s-a astupat recent), iar naosul este mai lat decât toate compartimentele, asemănător împreună cu altarul semicercular, cu un plan triconc. În felul acesta constatăm la Japca o biserică rupestră care reproduce planul bisericilor mari de mănăstire din arhitectura cultă de zid a statului moldovenesc din secolul al XV-lea; camera mormintelor, numită și gropnița, a apărut pe timpul voievodului Alexandru cel Bun. Să specificăm – preluarea modelului arhitecturii culte s-a produs mecanic, prin mijloacele plastice ale meșterilor populari dirijate de călugări, sau realizat chiar de călugării înșiși. Camera mormintelor într-o încăpere rupestră nu-și are argumentarea. Cazuri cu morminte în biserici rupestre din Moldova nu s-au constatat. Lucrul imposibil de realizat și din cauza dimensiunilor miniaturale ale lăcașului rupestru din Japca, de numai 14 metri în lungime, spre deosebire de bisericile mari, care atingeau lungimea de 30-40 metri.

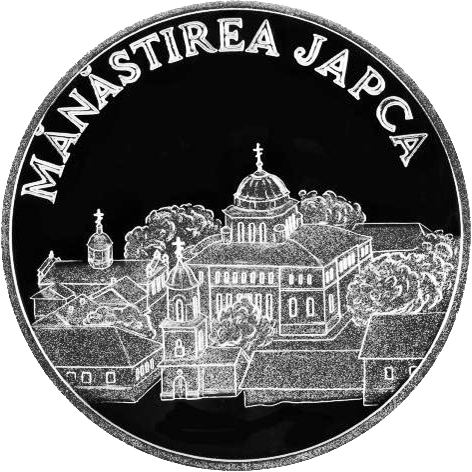
Reversul monedei comemorative „Mănăstirea Japca” (anul 2000).

Să încercăm să concretizăm  limitele de datare ale începutului construcției mănăstirii rupestre de la Japca. Tipul bisericilor mari de mănăstire s-a constituit în Țara Moldovei în secolul al XV-lea, cum deja am menționat prin prezența camerei mormintelor pe timpul lui Alexandru cel Bun. De un real suport la datarea bisericii ar putea servi compartimentul lipsă – al cincilea al bisericii, care încheia planimetric lăcașele sacre și anume pridvorul. Acesta a apărut pentru prima oară la Putna, fiind adăugat bisericii de aici înainte de anul 1484. Mai apoi acest element a fost reluat în toate bisericile mănăstirești pe întreg parcursul al secolului XVI-lea și mai târziu. Deci, biserica rupestră de la Japca, implicit perioada de început a mănăstirii, se trage de pe timpul lui Ștefan cel Mare, înainte de anul 1484, sau din timpul lui Alexandru cel Bun. La aceste considerente trebuie să mai adăugăm că, privind la planul în stâncă și la amplasamentul pe terasă, pridvorul putea fi realizat în continuarea edificiului.
Între elementele asemănătoare cu cele ale arhitecturii de zid menționăm și bolta din altar care imită sfertul de sferă (concul) și, lucru esențial, trecerea ei spre bolta naosului prin arce etajate. Element îngenios în arhitectura stilului moldovenesc, dar nefiind necesare în cazul nostru, având doar un rol decorativ. La acest capitol de plastică decorativă trebuie să remarcăm faptul că biserica rupestră de la Japca se prezintă ca un monument de stil popular, cu un stil ornamental foarte sobru. Alături de aceste trăsături, nișa din partea sudică a naosului relevă că la această biserică s-au făcut lucrări și pe la mijlocul secolului al XVII-lea, deoarece anume atunci concile laterale ale naosului erau înlocuite cu nișe scunde în interior, redate prin mici rezalite în exterior. În acest sens, elementul menționat are o paralelă apropiată la biserica Sf. Dumitru din Orhei, construită de Vasile Lupu în anul 1639. La cele arătate până aici notăm o excepție. În mănăstirea Dobrovăț, construită de Ștefan cel Mare în anii 1503-1504, biserica are numai patru compartimente de plan, ca și în cazul nostru la Japca, însă pronaosul are un plan aproape pătrat și numai o singură fereastră pe latura.
În concluzie, întru completarea izvoarelor scrise, pe baza analizei arhitecturale putem accepta ideea că fondarea mănăstirii Japca în perioada de evoluție de la statornicirea camerei mormintelor în bisericile mănăstirești, până la apariția pridvorului, adică din perioada lui Alexandru cel Bun sau cea a lui Ștefan cel Mare, înainte de anul 1484. Pe la mijlocul secolului al XVII-lea biserica "Înălțarea Sf. Cruci" a suferit unele modificări în partea sudică a naosului, iar ușile, imanente unei biserici moldovenești la trecerea dintr-un compartiment în altul, au fost înlocuite prin arcade mai largi în secolul XIX, atunci când are loc unificarea compartimentală a spațiului interior.